# Кот-д’Ивуар на летних Олимпийских играх 1996
Кот-д’Ивуар принимал участие в Летних Олимпийских играх 1996 года в Атланте (США) в восьмой раз за свою историю, но не завоевал ни одной медали. Сборную страны представляла одна женщина.